# 法拉斯陷落
法拉斯陷落（Fall of the Falas） 是在托爾金（J. R. R. Tolkien）奇幻小說的中土大陸裡，貝爾蘭爆發的一場戰事。
法拉斯陷落一戰，是緊隨著第五戰役－尼南斯·阿農迪亞德戰役的戰鬥。這場戰鬥沒有被視為貝爾蘭的主要戰役。這場戰鬥結束於法拉斯地區的毀滅，及很多法拉斯精靈的死亡。

## 法拉斯陷落
在第五戰役後，半獸人及惡狼已經可以自由通行於貝爾蘭各地。同時，魔苟斯Morgorth 正準備發動最後攻勢，以征服整個貝爾蘭北方。法拉斯港口，成為了很多逃亡精靈的庇護所。瑟丹是法拉斯的首領，他的水手乘船快速登陸，襲擊魔苟斯的部隊。法拉斯港口，貝松巴Brithombar 和伊葛拉瑞斯特Eglarest，仍然擁有強大兵力，而且擁有高牆防護。
無盡眼淚之戰一年後的秋天，魔苟斯派遣重兵駐守希斯隆及內佛瑞斯特。大軍沿著貝松河、南寧格河進軍，圍困法拉斯港口。精靈們頑強抵抗，但魔苟斯隨軍的鐵匠等，架設起巨大的引擎熔爐，最終攻破城牆。寧瑞斯塔亦倒塌了，大部份精靈被殺，或是被擄去當奴隸。
不過，瑟丹及他一部份子民乘船逃離敵軍，包括諾多族王子之一的愛仁尼安·吉爾加拉德在內。他們撤退至巴拉爾島及西瑞安河口，建立庇護所，繼續收容逃亡精靈。但法拉斯自此被毀滅。